# Liste der chilenischen Leichtathletikrekorde

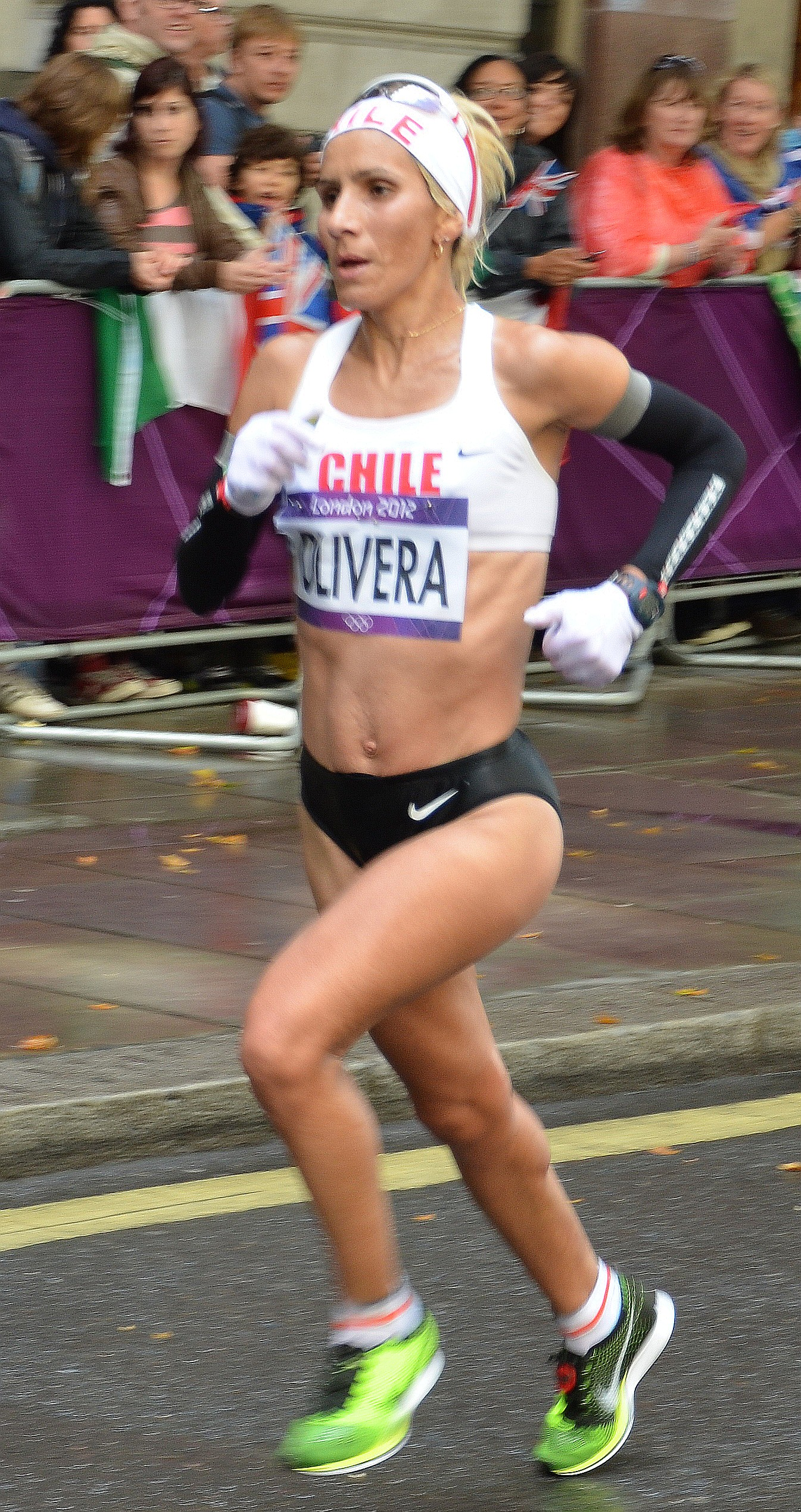
Érika Olivera, Landesrekordhalterin über 5000 m, 10.000 m, im Halbmarathon und Marathon, hier bei den Olympischen Spielen 2012

Die chilenischen Leichtathletik-Landesrekorde sind die Bestleistungen von chilenischen Athleten, die bei Disziplinen der Leichtathletik aufgestellt worden sind. In den hier aufgeführten Rekorden, wurden zum einen keine Bestleistungen berücksichtigt, bei denen manuelle Zeitnahme verwendet wurde, und zum anderen keine Bestleistungen, für die World Athletics keine offiziellen Freiluft-Rekorde führt.

## Olympische Disziplinen

### Freiluft-Rekorde, Männer
| Disziplin               | Rekord               | Athlet/Athleten                                                      | Ort               | Datum      |
| ----------------------- | -------------------- | -------------------------------------------------------------------- | ----------------- | ---------- |
| 100 m                   | 10,10 s (+2,0 m/s)   | Sebastián Keitel                                                     | Porto Alegre      | 26.04.1998 |
| 100 m                   | 10,10 s (+1,0 m/s)   | Sebastián Keitel                                                     | Lissabon          | 17.07.1998 |
| 200 m                   | 20,15 s (+0,4 m/s)   | Sebastián Keitel                                                     | Santiago de Chile | 17.05.1998 |
| 400 m                   | 45,92 s              | Ricardo Roach                                                        | Santiago de Chile | 21.03.1998 |
| 800 m                   | 1:45,75 min          | Pablo Squella                                                        | Hengelo           | 12.08.1990 |
| 1500 m                  | 3:37,82 min          | Carlos Díaz                                                          | Huelva            | 03.06.2016 |
| 5000 m                  | 13:23,68 min         | Mauricio Díaz                                                        | Heusden           | 14.07.2001 |
| 10.000 m                | 28:05,61 min         | Mauricio Díaz                                                        | Sydney            | 22.09.2000 |
| Marathon                | 2:12,19 h            | Omar Aguilar                                                         | Rotterdam         | 17.04.1988 |
| 110 m Hürden            | 13,78 s A (+0,6 m/s) | Gonzalo Barroilhet                                                   | Tallahassee       | 30.05.2008 |
| 400 m Hürden            | 49,62 s              | Alfredo Sepulveda                                                    | Cochabamba        | 07.06.2018 |
| 3000 m Hindernis        | 8:28,99 min          | Emilio Ulloa                                                         | Los Angeles       | 09.08.1984 |
| Hochsprung              | 2,22 m A             | Felipe Apablaza                                                      | Cochabamba        | 03.06.2001 |
| Stabhochsprung          | 5,50 m               | Thomas Riether                                                       | Tallahassee       | 28.05.1992 |
| Weitsprung              | 8,08 (+ 1,9 m/s)     | Daniel Pineda                                                        | Santiago de Chile | 21.04.2012 |
| Dreisprung              | 16,74 m (+ 1,2 m/s)  | Álvaro Cortez                                                        | Santiago de Chile | 26.03.2017 |
| Kugelstoßen             | 21,14 m              | Marco Antonio Verni                                                  | Santiago de Chile | 29.07.2004 |
| Diskuswurf              | 64,20 m              | Claudio Romero                                                       | Santiago de Chile | 30.12.2020 |
| Hammerwurf              | 76,87 m              | Humberto Mansilla                                                    | Cuenca            | 29.09.2018 |
| Speerwurf               | 78,69 m              | Ignacio Guerra                                                       | Gainesville       | 02.04.2011 |
| Zehnkampf               | 8065                 | Gonzalo Barroilhet                                                   | Charlottesville   | 21.04.2012 |
| 20-km-Gehen (Straße)    | 1:21:13 h            | Yerko Araya                                                          | Adelaida          | 11.02.2018 |
| 35-km-Gehen (Straße)    | 2:43:38 h            | Yerko Araya                                                          | Arica             | 01.04.2017 |
| 50-km-Gehen (Straße)    | 3:58:54 h            | Edward Araya Cortés                                                  | Ciudad Juárez     | 06.03.2016 |
| 4-mal-100-Meter-Staffel | 39,49 s              | - Sebastián Keitel - Juan P. Faúndez - Ricardo Roach - Rodrigo Roach | São Paulo         | 11.06.2000 |
| 4-mal-400-Meter-Staffel | 3:06,34 min          | - Hernán Hevia - Alejandro Krauss - Pablo Squella - Carlos Morales   | Medellín          | 08.08.1989 |

### Freiluft-Rekorde, Frauen
| Disziplin               | Rekord               | Athletin/Athletinnen                                                               | Ort                   | Datum      |
| ----------------------- | -------------------- | ---------------------------------------------------------------------------------- | --------------------- | ---------- |
| 100 m                   | 11,19 s (−1,2 m/s)   | Isidora Jiménez                                                                    | Cochabamba            | 06.06.2018 |
| 200 m                   | 22,95 s (+1,2 m/s)   | Isidora Jiménez                                                                    | Toronto               | 23.07.2015 |
| 400 m                   | 52,60 s              | Martina Weil                                                                       | Cuenca                | 29.09.2018 |
| 800 m                   | 2:00,20 min          | Alejandra Ramos                                                                    | Jerez de la Frontera  | 03.09.1990 |
| 1500 m                  | 4:13,07 min          | Alejandra Ramos                                                                    | Manaus                | 15.09.1990 |
| 5000 m                  | 15:51,45 min         | Érika Olivera                                                                      | Rio de Janeiro        | 20.05.2000 |
| 10.000 m                | 33:23,12 min         | Érika Olivera                                                                      | Concepción            | 30.11.1996 |
| Marathon                | 2:32:23 h            | Érika Olivera                                                                      | Rotterdam             | 18.04.1999 |
| 100 m Hürden            | 13,30 s A (+0,4 m/s) | Francisca Guzmán                                                                   | Cochabamba            | 11.05.2003 |
| 400 m Hürden            | 57,68 s              | Javiera Errázuriz                                                                  | Santiago de Chile     | 22.02.2014 |
| 3000 m Hindernis        | 10:39,82 min         | Ingrid Galloso                                                                     | Lima                  | 07.09.2008 |
| Hochsprung              | 1,80 m               | Alejandra Chomalí                                                                  | Santiago de Chile     | 28.08.1994 |
| Hochsprung              | 1,80 m A             | Kerstin Weiss                                                                      | Cochabamba            | 03.06.2001 |
| Hochsprung              | 1,80 m A             | Kerstin Weiss                                                                      | Cochabamba            | 01.06.2005 |
| Stabhochsprung          | 4,30 m               | Carolina Torres                                                                    | Santo Domingo         | 09.08.2003 |
| Weitsprung              | 6,60 m (+0,9 m/s)    | Daniela Pavez                                                                      | Las Condes            | 02.06.2012 |
| Dreisprung              | 13,40 m (+1,8 m/s)   | Norka Moretic Soruco                                                               | Bydgoszcz             | 23.07.2016 |
| Kugelstoßen             | 18,80 m              | Natalia Ducó                                                                       | London                | 06.08.2012 |
| Diskuswurf              | 61,10 m              | Karen Gallardo                                                                     | Castellón de la Plana | 01.08.2015 |
| Hammerwurf              | 66,87 m              | Mariana García                                                                     | Temucu                | 14.09.2019 |
| Speerwurf               | 54,94 m              | María Paz Ríos                                                                     | Santiago de Chile     | 18.02.2018 |
| Siebenkampf             | 5399                 | Carolina Castillo                                                                  | Santiago de Chile     | 15.03.2014 |
| 20-km-Gehen (Straße)    | 1:41:01 h            | Marcela Pacheco                                                                    | Los Ángeles           | 03.04.2004 |
| 4-mal-100-Meter-Staffel | 44,83 s              | - Paula Goñi - Josefina Gutiérrez - Isidora Jiménez - María Fernanda Mackenna      | Lima                  | 13.06.2015 |
| 4-mal-400-Meter-Staffel | 3:31,24 min          | - Isidora Jiménez - María José Echeverria - María Fernanda Mackenna - Martina WEIL | Yokohama              | 11.05.2019 |

## Nichtolympische Disziplinen

### Freiluft-Rekorde, Männer
| Disziplin             | Rekord      | Athlet        | Ort               | Datum      |
| --------------------- | ----------- | ------------- | ----------------- | ---------- |
| 1 Meile               | 4:10,37 min | Rudimir Ojeda | Santiago de Chile | 15.10.1988 |
| 2000 m                | 5:10,0 min  | Jorge Grosser | Löwen             | 07.07.1971 |
| 3000 m                | 7:53,37 min | Carlos Díaz   | Madrid            | 11.07.2015 |
| Halbmarathon          | 1:01:32 h   | Carlos Díaz   | Gdynia            | 17.10.2020 |
| 20.000-m-Gehen (Bahn) | 1:20:47,2 h | Yerko Araya   | Buenos Aires      | 05.06.2011 |
| 50.000-m-Gehen (Bahn) | 4:14:34 h   | Luis Villagra | Temuco            | 09.06.2003 |

### Freiluft-Rekorde, Frauen
| Disziplin             | Rekord      | Athletin          | Ort               | Datum      |
| --------------------- | ----------- | ----------------- | ----------------- | ---------- |
| 1 Meile               | 4:43,7 min  | Alejandra Ramos   | Barcelona         | 10.06.1982 |
| 2000 m                | 6:12,28 min | Camila Govorcin   | Rivas-Vaciamadrid | 10.06.2004 |
| 3000 m                | 9:15,31 min | Alejandra Ramos   | Valencia          | 28.06.1992 |
| Halbmarathon          | 1:11.54 h   | Érika Olivera     | Santiago de Chile | 10.09.2000 |
| 10.000-m-Gehen (Bahn) | 49:51,9 min | Marcela Pacheco   | Santiago de Chile | 13.11.2005 |
| 20.000-m-Gehen (Bahn) | 1:40:56,8 h | Anastasia Sanzana | Temuco            | 19.05.2018 |
| 50-km-Gehen (Straße)  | 5:12:05 h   | Anita Rico        | Lázaro Cárdenas   | 20.04.2019 |